# 1908 v hudbě
Na této stránce naleznete seznam událostí souvisejících s hudbou, které proběhly roku 1908.

## Opery
- Veselé námluvy (Jan Malát)

## Události
- 06. ledna – Ruský basista Fjodor Ivanovič Šaljapin debutoval v Metropolitní opeře v roli Mefistofela ve stejnojmenné opeře Arriga Boita.[1]
- 23. ledna – Premiéra 2. Symfonie Reinholda Gliera v Berlíně pod taktovkou Sergeje Koussevitzkého, což byl jeho dirigentský debut mimo Ruska.[2]
- 08. února – Premiéra 2. Symfonie e moll Sergeje Rachmaninova v Moskvě. Moskevskou filharmonii dirigoval autor.[3]
- 29. února – Igor Stravinský uvedl v Petrohradě svého Fauna a pastýřku, dílo pro mezzo-soprano a orchestr podle tří básní Alexandra Puškina.[3]
- 15. března – První provedení Španělské rapsodie Maurice Ravela v Paříži.[3]
- 22. března – Premiéra Symfonie č. 1 d-moll, Le poeme de la foret, op. 7 Alberta Roussela v Bruselu.[3]
- 17. června – Premiéra Ohňostroje Igora Stravinského v Petrohradě.[1]
- 19. září – V Praze dirigoval Gustav Mahler premiéru své pětivěté Symfonie č. 7.[1]
- 16. listopadu – Italský dirigent Arturo Toscanini a česká sopranistka Ema Destinnová debutovali v Metropolitní opeře ve Verdiho opeře Aida.[4]
- 03. prosince – Premiéra 1. Symfonie As dur, Op. 55 Edwarda Elgara v Manchestru. Orchestr Halle Orchestra dirigoval Hans Richter.[1]
- 10. prosince – Premiéra Symfonie č. 4, Le Poeme de l'extase Alexandra Nikolajeviče Scrjabina v New Yorku. Ruský symfonický orchestr dirigoval Modest Altschuler.[1]
- 18. prosince – Klavírista Harold Bauer zahrál premiéru Dětského koutku Clauda Debussyho v Cercle Musical v Paříži.[1]
- 21. prosince – Smyčcový kvintet č. 2 v Fis moll, Op. 10 Arnolda Schönberga má premiéru ve Vídni. Skladba je pro smyčcový kvartet a soprán (Marie Gutheil-Schröder).[1]
- 21. prosince – Sedmnáctiletý ruský skladatel Sergej Prokofjev zahrál na koncertě v Petrohradě svých sedm skladeb. Jednalo se o jeho první vystoupení na veřejnosti.[5]

## Narození
- 12. ledna – Leopold Ludwig, rakouský dirigent († 25. května 1979)
- 12. ledna – Jose Limon, mexický tanečník a choreograf († 2. prosince 1992)
- 26. ledna – Stéphane Grappelli, francouzský houslista († 1. prosince 1997)
- 27. ledna – Hot Lips Page, americký trumpetista († 5. listopadu 1954)
- 02. února – Renzo Rossellini, italský skladatel († 13. května 1982)
- 20. února – Ruby Elzy, americká operní pěvkyně († 26. června 1943)
- 04. dubna – Antony Tudor, britský tanečník a choreograf († 19. května 1987)
- 05. dubna – Herbert von Karajan, německý dirigent († 16. července 1989)
- 07. dubna – Percy Faith, kanadský hudební skladatel († 9. února 1976)
- 11. dubna – Karel Ančerl, český dirigent († 16. července 1973)
- 15. dubna – Eden Ahbez, americký hudebník († 4. března 1995)
- 20. dubna – Lionel Hampton, americký jazzový vibrafonista († 31. srpen 2002)
- 15. května – Lars-Erik Larsson, švédský skladatel († 27. prosinec 1986)
- 04. června – Jan Zdeněk Bartoš, český hudební skladatel († 1. června 1981)
- 05. června – Karel Václav Vacek, český hudební pedagog († 8. prosince 1982)
- 07. června – Boris Goldovsky, ruský klavírista († 15. února 2001)
- 24. června – Hugo Distler, německý skladatel a varhaník († 1. listopad 1942)
- 29. června – Leroy Anderson, americký hudební skladatel († 18. května 1975)
- 01. srpna – Miloslav Kabeláč, český hudební skladatel († 17. září 1979)
- 03. srpna – Birgit Cullbergová, švédská choreografka a tanečnice († 8. září 1999)
- 22. srpna – Jiří Eliáš, český klavírista a hudební skladatel († 16. května 1960)
- 25. září – Eugen Suchoň, slovenský hudební skladatel († 5. srpna 1993)
- 26. září – Sylvia Marlowe, americká čembalistka († 11. prosince 1981)
- 30. září – David Oistrach, ruský houslista († 24. října 1974)
- 07. října – Nikolaj Rabinovič, ruský dirigent († 26. července 1972)
- 19. října – Geirr Tveitt, norský hudební skladatel a klavírista († 1. února 1981)
- 21. října – Alexander Schneider, litevský houslista a dirigent († 2. února 1993)
- 26. října – Igor Gorin, ukrajinský baritone († 24. března 1982)
- 08. listopadu – Alberto Erede, italský dirigent († 12. dubna 2001)
- 19. listopadu – Jean-Yves Daniel-Lesur, francouzský varhaník a hudební skladatel († 2. července 2002)
- 28. listopadu – Rose Bampton, americká zpěvačka († 21. srpna 2007)
- 10. prosince – Olivier Messiaen, francouzský hudební skladatel († 27. dubna 1992)
- 11. prosince – Elliott Carter, americký hudební skladatel († 5. listopadu 2012)
- 13. prosince – Victor Babin, ruský klavírista († 1. březen 1992)
- 25. prosince – Jan Seidel, český hudební skladatel († 23. června 1998)

## Úmrtí
- 04. ledna – Vilém Heš, český operní pěvec (* 3. července 1860)
- 23. ledna – Edward MacDowell, americký skladatel a klavírista (* 18. prosince 1860)
- 28. února – Pauline Lucca, rakouská operní pěvkyně (* 25. dubna 1841)
- 01. května – Jan Kaftan, český hudební skladatel (* 25. prosince 1870)
- 4. června – Vojtěch Hřímalý, český houslista a hudební skladatel (* 30. července 1842)
- 4. června – Nikolaj Andrejevič Rimskij-Korsakov, ruský hudební skladatel (* 18. března 1844)
- 22. července – Mathilde Weissmannová-Zavrtalová, česká operní pěvkyně (* 2. února 1846)
- 20. září – Pablo de Sarasate, španělský houslista (* 10. března 1844)
- 04. listopadu – Auguste Vianesi, americký dirigent (* 2. listopad 1908)
- 22. listopadu – Paul Taffanel, francouzský flétnista a dirigent (* 16. září 1844)